# Leucania sepulchralis
Leucania sepulchralis är en fjärilsart som beskrevs av Lucas 1900. Leucania sepulchralis ingår i släktet Leucania och familjen nattflyn. Inga underarter finns listade i Catalogue of Life.